# Roger Bondelli
Roger Bondelli est un monteur américain.

## Filmographie
- 1988 : Spies, Lies & Naked Thighs (TV)
- 1988 : Jack Killian, l'homme au micro (Midnight Caller) (série TV)
- 1991-1993 : Brooklyn Bridge (en) (série TV)
- 1992 : Yesterday Today (TV)
- 1993 : SeaQuest, police des mers (TV)
- 1995 : Bye Bye Love
- 1995 : Papa, j'ai une maman pour toi (It Takes Two)
- 1996 : L'Ombre et la Proie (The Ghost and the Darkness)
- 1997 : Coup de foudre et conséquences (Fools Rush In)
- 1997 : George de la jungle (George of the Jungle)
- 1998 : À tout jamais (Ever After)
- 1999 : Out of the Cold
- 1999 : Anna et le roi (Anna and the King)
- 2001 : Who Is Cletis Tout?
- 2002 : Chiens des neiges (Snow Dogs)
- 2003 : Dickie Roberts, ex enfant star (Dickie Roberts: Former Child Star)
- 2004 : Eurotrip
- 2005 : La Main au collier (Must Love Dogs)